# 1973년 오리콘 1위 싱글 목록
일본에서 한 주간 가장 많이 팔린 싱글은 오리콘 주간 차트에 실리며, 이 차트는 오리콘이 발행하는 잡지 《오리스타》에 개제된다. 판매량은 한 주 동안의 각 싱글의 판매량을 기준으로 오리콘이 종합한다.

## 차트 기록
| 발행일    | 싱글                   | 가수                       | 참고              |
| --------- | ---------------------- | -------------------------- | ----------------- |
| 1월 1일   | 「女のみち」           | 미야 시로와 핀카라 트리오  |                   |
| 1월 8일   | 「女のみち」           | 미야 시로와 핀카라 트리오  |                   |
| 1월 15일  | (미발표)               | (미발표)                   |                   |
| 1월 22일  | 「女のみち」           | 미야 시로와 핀카라 트리오  |                   |
| 1월 29일  | 「女のみち」           | 미야 시로와 핀카라 트리오  |                   |
| 2월 5일   | 「女のみち」           | 미야 시로와 핀카라 트리오  |                   |
| 2월 12일  | 「女のみち」           | 미야 시로와 핀카라 트리오  |                   |
| 2월 19일  | 「学生街の喫茶店」     | GARO                       | 7주 연속          |
| 2월 26일  | 「学生街の喫茶店」     | GARO                       | 7주 연속          |
| 3월 5일   | 「学生街の喫茶店」     | GARO                       | 7주 연속          |
| 3월 12일  | 「学生街の喫茶店」     | GARO                       | 7주 연속          |
| 3월 19일  | 「学生街の喫茶店」     | GARO                       | 7주 연속          |
| 3월 26일  | 「学生街の喫茶店」     | GARO                       | 7주 연속          |
| 4월 2일   | 「学生街の喫茶店」     | GARO                       | 7주 연속          |
| 4월 9일   | 「若葉のささやき」     | 아마치 마리                | 5주 연속          |
| 4월 16일  | 「若葉のささやき」     | 아마치 마리                | 5주 연속          |
| 4월 23일  | 「若葉のささやき」     | 아마치 마리                | 5주 연속          |
| 4월 30일  | 「若葉のささやき」     | 아마치 마리                | 5주 연속          |
| 5월 7일   | 「若葉のささやき」     | 아마치 마리                | 5주 연속          |
| 5월 14일  | 「赤い風船」           | 아사다 미요코              | 5주 연속          |
| 5월 21일  | 「赤い風船」           | 아사다 미요코              | 5주 연속          |
| 5월 28일  | 「赤い風船」           | 아사다 미요코              | 5주 연속          |
| 6월 4일   | 「赤い風船」           | 아사다 미요코              | 5주 연속          |
| 6월 11일  | 「赤い風船」           | 아사다 미요코              | 5주 연속          |
| 6월 18일  | 「危険なふたり」       | 사와다 켄지                |                   |
| 6월 25일  | 「君の誕生日」         | GARO                       |                   |
| 7월 2일   | 「危険なふたり」       | 사와다 켄지                | 2주 연속 통산 3주 |
| 7월 9일   | 「危険なふたり」       | 사와다 켄지                | 2주 연속 통산 3주 |
| 7월 16일  | 「恋する夏の日」       | 아마치 마리                | 6주 연속          |
| 7월 23일  | 「恋する夏の日」       | 아마치 마리                | 6주 연속          |
| 7월 30일  | 「恋する夏の日」       | 아마치 마리                | 6주 연속          |
| 8월 6일   | 「恋する夏の日」       | 아마치 마리                | 6주 연속          |
| 8월 13일  | 「恋する夏の日」       | 아마치 마리                | 6주 연속          |
| 8월 20일  | 「恋する夏の日」       | 아마치 마리                | 6주 연속          |
| 8월 27일  | 「わたしの彼は左きき」 | 아사오카 메구미            | 2주 연속          |
| 9월 3일   | 「わたしの彼は左きき」 | 아사오카 메구미            | 2주 연속          |
| 9월 10일  | 「心の旅」             | 튤립                       | 2주 연속          |
| 9월 17일  | 「心の旅」             | 튤립                       | 2주 연속          |
| 9월 24일  | 「ちぎれた愛」         | 사이죠 히데키              | 4주 연속          |
| 10월 1일  | 「ちぎれた愛」         | 사이죠 히데키              | 4주 연속          |
| 10월 8일  | 「ちぎれた愛」         | 사이죠 히데키              | 4주 연속          |
| 10월 15일 | 「ちぎれた愛」         | 사이죠 히데키              | 4주 연속          |
| 10월 22일 | 「神田川」             | 미나미 코세츠와 카구야히메 | 6주 연속          |
| 10월 29일 | 「神田川」             | 미나미 코세츠와 카구야히메 | 6주 연속          |
| 11월 5일  | 「神田川」             | 미나미 코세츠와 카구야히메 | 6주 연속          |
| 11월 12일 | 「神田川」             | 미나미 코세츠와 카구야히메 | 6주 연속          |
| 11월 19일 | 「神田川」             | 미나미 코세츠와 카구야히메 | 6주 연속          |
| 11월 26일 | 「神田川」             | 미나미 코세츠와 카구야히메 | 6주 연속          |
| 12월 3일  | 「個人授業」           | 핑거5                      |                   |
| 12월 10일 | 「神田川」             | 미나미 코세츠와 카구야히메 | 통산 7주          |
| 12월 17일 | 「小さな恋の物語」     | 아그네스 첸                |                   |
| 12월 24일 | 「愛の十字架」         | 사이죠 히데키              |                   |
| 12월 31일 | 「恋のダイヤル6700」   | 핑거5                      | 3주 연속          |

## 연간 TOP 10
※ 집계: 1972년 12월 4일 - 1973년 11월 26일
- 1위: 미야 시로와 핀카라 트리오 「女のみち」
- 2위: 미야 시로와 핀카라 트리오 「女のねがい」
- 3위: GARO 「学生街の喫茶店」
- 4위: 치아키 나오미 「喝采」
- 5위: 사와다 켄지 「危険なふたり」
- 6위: 미나미 코세츠와 카구야히메 「神田川」
- 7위: 튤립 「心の旅」
- 8위: 아마치 마리 「恋する夏の日」
- 9위: 아마치 마리 「若葉のささやき」
- 10위: 아사다 미요코 「赤い風船」